# American Eagles
American University Eagles (español: Águilas de la Universidad Americana) es la denominación que reciben los equipos deportivos de la Universidad Americana, universidad metodista situada en Washington D. C., y fundada en 1893. Los equipos de los Eagles participan en las competiciones universitarias organizadas por la NCAA, y forman parte de la Patriot League. Es la única universidad de la conferencia que no tiene equipo de fútbol americano.

## Programa deportivo
Los Eagles participan en las siguientes modalidades deportivas:
| - Masculino - Baloncesto - Cross - Atletismo - Natación y saltos - Fútbol - Lucha libre |  | - Femenino - Baloncesto - Cross - Voleibol - Atletismo - Natación y saltos - Softball - Fútbol - Hockey sobre hierba |

### Baloncesto
El equipo de baloncesto masculino no ha conseguido clasificarse en toda la historia para la Fase Final de la NCAA. Once de sus jugadores han entrado en alguna ocasión en el Draft de la NBA, aunque tan solo uno, Kermit Washington, llegó a jugar como profesional.

## Instalaciones deportivas

Terreno de juego del Reeves Field.

- Bender Arena: construido en 1988, es la sede del baloncesto y del voleibol. Tiene una capacidad de 4500 espectadores.[2]
- Reeves Field: es el campo de juego para el fútbol. Sufrió una importante remodelación en 1988, y ha servido de terreno de pretemporada para multitud de equipos de fútbol de todo el mundo, como el Newcastle United de la Premier League o la Selección de Portugal.[3]